# Croton fruticulosus
Espèce
Classification APG III (2009)
 Croton fruticulosus est une espèce de plantes à fleurs du genre Croton et de la famille des Euphorbiaceae, présente du centre sud des États-Unis jusqu'au nord du Mexique.

## Synonymes
- Oxydectes fruticulosa (Torr.) Kuntze
- Croton fruticulosus var. fuscescens Müll.Arg.
- Croton fruticulosus var. pallescens Müll.Arg.